# Igor Angelovski
Igor Angelovski (Skopie, 2 de junio de 1976) es un exfutbolista y entrenador macedonio que actualmente se encuentra sin equipo.

## Biografía
Como futbolista llegó a jugar para el FK Cementarnica 55, NK Celje, FK Skopje y para el FK Srem.
Como entrenador, tras dirigir al FK Rabotnički, en octubre de 2015, Angelovski se convirtió en seleccionador de la selección de fútbol de Macedonia del Norte tras sustituir a Ljubinko Drulović.

## Clubes

### Como futbolista
| Club               | País                | Año       | Partidos | Goles |
| ------------------ | ------------------- | --------- | -------- | ----- |
| FK Cementarnica 55 | Macedonia del Norte | 1996-1998 |          |       |
| NK Celje           | Eslovenia           | 1998-2000 | 19       | 3     |
| FK Cementarnica 55 | Macedonia del Norte | 2000-2007 |          |       |
| FK Skopje          | Macedonia del Norte | 2007-2008 |          |       |
| FK Srem            | Serbia              | 2008-2009 |          |       |

### Como entrenador
| Club                   | País                | Año       |
| ---------------------- | ------------------- | --------- |
| FK Rabotnički          | Macedonia del Norte | 2012-2015 |
| Selección de Macedonia | Macedonia del Norte | 2015-2021 |

## Palmarés

### Como futbolista

#### Campeonatos nacionales
| Título            | Club               | País      | Año  |
| ----------------- | ------------------ | --------- | ---- |
| Copa de Macedonia | FK Cementarnica 55 | Macedonia | 2003 |

### Como entrenador

#### Campeonatos nacionales
| Título                        | Club          | País      | Año  |
| ----------------------------- | ------------- | --------- | ---- |
| Primera División de Macedonia | FK Rabotnički | Macedonia | 2014 |
| Copa de Macedonia             | FK Rabotnički | Macedonia | 2014 |
| Copa de Macedonia             | FK Rabotnički | Macedonia | 2015 |